# Robert W. Scott

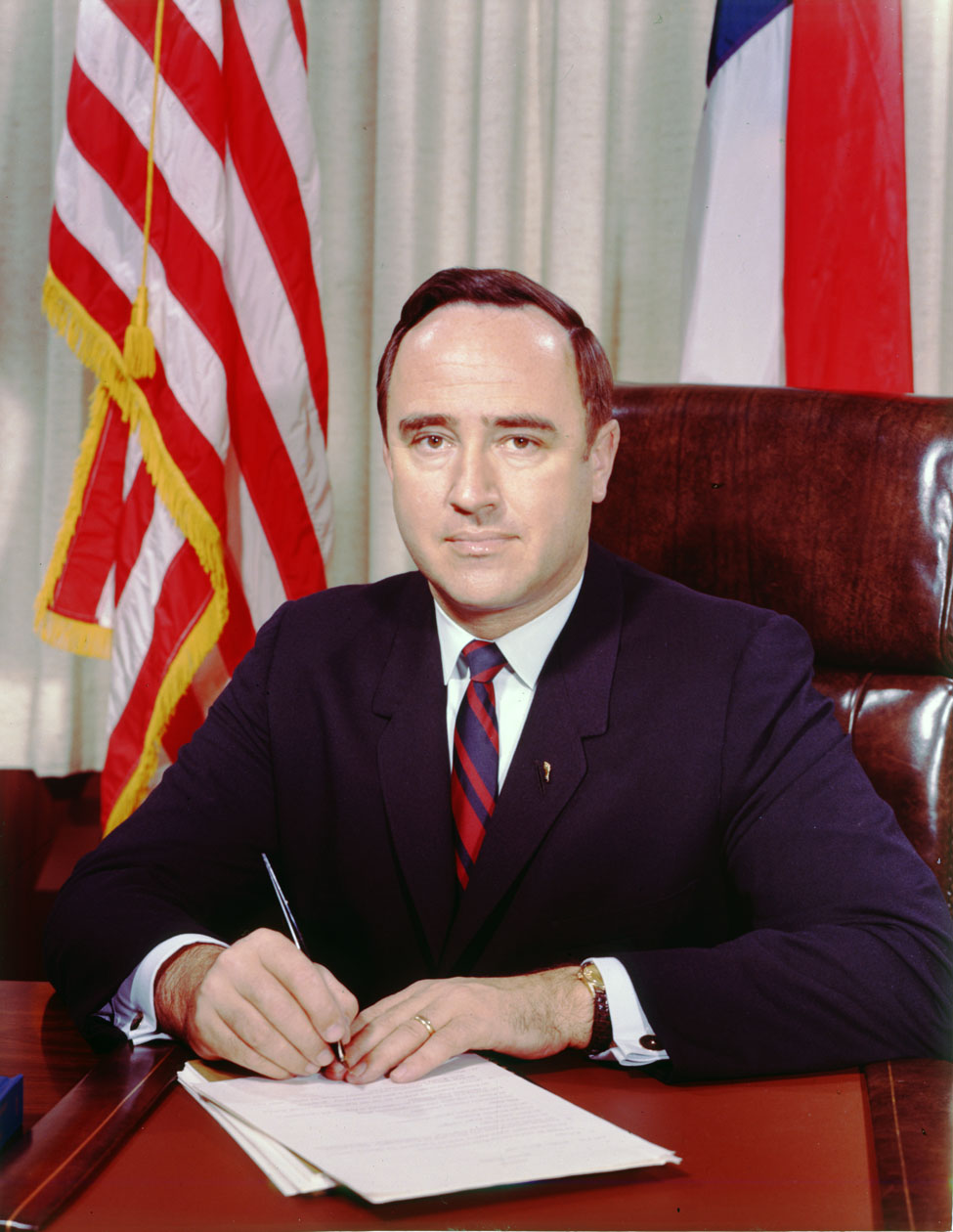
Robert W. Scott

Robert Walter Scott (* 13. Juni 1929 in Haw River, Alamance County, North Carolina; † 23. Januar 2009 ebenda) war ein US-amerikanischer Politiker und der 67. Gouverneur des Bundesstaates North Carolina.

## Frühe Jahre
Robert Scott war der Sohn von W. Kerr Scott, der zwischen 1949 und 1953 als Gouverneur von North Carolina amtierte. Er besuchte bis 1952 die University of North Carolina und diente von 1953 bis 1955 in der US Army. Scott war Farmer, der sich auf die Milchproduktion spezialisiert hatte. Infolgedessen entwickelte er ein besonderes Interesse an der Landwirtschaft.

## Politischer Aufstieg und Gouverneur von North Carolina
Scott war Mitglied der Demokratischen Partei und wurde 1964 zum Vizegouverneur von North Carolina gewählt. Dieses Amt übte er von 1965 bis 1969 unter Gouverneur Dan K. Moore aus. Für die 1968 anstehenden Gouverneurswahlen durfte Moore wegen der von der Verfassung auferlegten Beschränkung auf nur eine zusammenhängende Amtszeit nicht mehr kandidieren. Daher wurde Scott von der Partei als Kandidat bestimmt.
Nachdem er sich mit 52,7 Prozent der Stimmen gegen den Republikaner James Carson Gardner durchgesetzt hatte, trat er am 1. Januar 1969 sein neues Amt an. Seine vierjährige Amtszeit endete am 1. Januar 1973. In dieser Zeit erhöhte er den Bildungsetat seines Staates. Schulen und Kindergärten wurden in seiner Amtszeit gefördert. Er erhöhte auch die Mineralölsteuer und erweiterte mit diesen Einnahmen das Autobahnnetz und setzte sich für Behinderte ein, indem er für diese Gruppen für ein kostenloses Transportsystem sorgte. Auch Scott konnte wegen der erwähnten Verfassungsklausel nicht zur Wiederwahl antreten.

## Weitere Karriere
Im Jahr 1980 bewarb sich Scott noch einmal um das Amt des Gouverneurs, scheiterte aber in den Vorwahlen an Jim Hunt. Außerdem war er im Präsidium der regionalen Appalachian Commission. Zwischen 1983 und 1995 war er Präsident des North Carolina Community College System. Im Jahr 2003 war er in einen Skandal um seine Tochter Meg Scott Phipps verwickelt. Diese war Landwirtschaftsministerin in North Carolina und wurde wegen Bestechung im Zusammenhang mit einem Wahlkampf zu 18 Monaten Gefängnis verurteilt.